# 줄박이돌고래
줄박이돌고래(Stenella coeruleoalba)는 참돌고래과 점박이돌고래속에 속하는 돌고래의 일종이다. 전세계의 온대와 열대 해역에서 두루 발견된다.

## 같이 보기
- 고래류의 종 목록
- 해양생물학